# Wallace (Californië)
Wallace is een plaats in Calaveras County in Californië in de VS.

## Geografie
De totale oppervlakte bedraagt 11,2 km² (4,3 mijl²) waarvan 11,0 km² (4,2 mijl²) land is en 0,2 km² (0,1 mijl²) of 2,08% water is.

## Demografie
Volgens de census van 2000 bedroeg de bevolkingsdichtheid 20,0/km² (51,9/mi²) en bedroeg het totale bevolkingsaantal 220 als volgt onderverdeeld naar etniciteit:
- 90,00% blanken
- 1,36% zwarten of Afrikaanse Amerikanen
- 0,45% inheemse Amerikanen
- 2,27% Aziaten
- 0,91% andere
- 5,00% twee of meer rassen
- 4,091% Spaans of Latino

Er waren 87 gezinnen en 68 families in Wallace. De gemiddelde gezinsgrootte bedroeg 2,53.

## Plaatsen in de nabije omgeving
De onderstaande figuur toont nabijgelegen plaatsen in een straal van 24 km rond Wallace.